# ものラボ
『ものラボ』は2016年1月4日より2016年11月23日まで、毎週月曜23:00-23:30（2016年4月4日からは23:30-24:00に変更）に、BSジャパンで放送されていた経済ドキュメンタリー番組。
毎週、世界的に知られる大企業から地方の中小企業、家族経営の町工場まで、様々なブランド・モノ（商品）にスポットライトを当て、その開発の舞台裏を、関係者へのインタビューなどを通して探る。基本的に毎月2品取り上げ、上旬の2回は新作、下旬の2回は過去の再放送である。
MCは木下ほうかが担当する。木下は今回の番組がMC初挑戦であり、番組内では「ものすごーい!!」や「うーん、リスペクト」などの決めフレーズがある
7月4日に放送された包帯パンツの番組内では、木下ほうか自身がパンツ一丁になって出演するシーンがあり、鍛えた肉体を披露している。
なお、番組終盤ではその商品についての通信販売の告知（商品販売元・テレビ東京ダイレクト）が行われている。

## 取り上げたモノ
1. ダイソン（掃除機／DC35）
2. バルミューダ（ザ・トースター）
3. 東京西川（AiRポータブルクッション）
4. プラチナ万年筆（高級万年筆／#3776センチュリー）
5. テイジン（軽量敷き布団「スゴ軽」）
6. ミズノ（ウォーキングシューズ／LD-EX01）
7. バンビ（財布／松阪牛レザー使用「さとり」）
8. 浅草アートブラシ（至福のボディブラシ）
9. フジノス（蒸し調理器／アイ・クック鍋 ルシエ）
10. 伊藤超短波（超音波歯ブラシ／リクリーン）
11. MTG（座布団／Style RITSUYO）
12. 東京西川（涼感寝具／ひんやり敷きパッド「涼彩」）
13. ログイン（包帯パンツ）
14. 丸光産業（皮膚感覚ひざサポーターDX）
15. （皮膚感覚ひざサポーターDX）
16. （3Dアースシャワー）
17. （ロイヤルフィベールピロー）
18. （今治謹製 極上タオル）
19. （匠の腰楽座椅子）
20. （アイ・クック鍋 ルシエ）